# Розанова Ірина Юріївна
Розанова Ірина Юріївна — радянська і російська актриса театру і кіно. Заслужена артистка Російської Федерації (1995). Народна артистка Російської Федерації (2007). Лауреат ряду кінопремій.

## Життєпис
Народилась 22 липня 1961 року в Пензі (РРФСР) в акторській родині. 
Закінчила Державний інститут театрального мистецтва в Москві (1984). 
Працювала у театрах: ім. В. Маяковського, на Малій Бронній, «Ленком».
Фігурант бази даних центру «Миротворець» (участь у зйомках в окупованому РФ Криму пропагандистського фільму «Кримський міст. Зроблено з любов'ю!» (реж. Т. Кеосаян), про будівництво мосту через Керченську протоку, 2017 р.).

## Фільмографія
- «Подружка моя» (1985)
- «Червоний камінь» (1986, Наташа Соколова)
- «Одного разу збрехавши...» (1987)
- «Де міститься нофелет?» (1987)
- «Слуга» (1988)
- «Сім днів Надії» (1988, Надія Родіонова)
- «Інтердівчинка» (1989)
- «Биндюжник і Король» (1989, 2 с)
- «Система Ніппель» (1990)
- «Смерть у кіно»
- «Катафалк» (1990, Марія)
- «Хмара-рай»
- «Гамбрінус» (1990; Катя. Приз Гільдії акторів кінофестивалю «Золотий Дюк», 1990; Приз глядацьких симпатій фестивалю «Сузір'я», 1991)
- «Болотяна street, або Засіб проти сексу», «Циніки» (1991)
- «На тебе уповаю»
- «Анкор, ще анкор!» (1992)
- «Петербурзькі таємниці» (1994, т/серіал, 48 с.)
- «Механічна сюїта» (2001)
- «Дикарка» (2001)
- «Життя забавами повне» (2001)
- «Щоденник камікадзе» (2002)
- «Спартак і Калашников» (2002)
- «Дільниця»  (2003, телесеріал)
- «Коля — перекоти поле» (2005)
- «Зв'язок» (2006)
- «Стиляги» (2008)
- «Вербна неділя» (2009, телесеріал)
- «Чужий у домі»
- «Донька якудзи» (2010)
- «Іронія кохання» (2010)
- «Два дні» (2011)
- «Жуков» (2012, телесеріал) тощо.
- «Мами чемпіонів» (2019, телесеріал) тощо.
- «Одеса» (2019)
- «Нирка» (2021, телесеріал)